# 額田部比羅夫
額田部 比羅夫（ぬかたべ の ひらぶ、6世紀 - 7世紀、生没年不詳）は、古代日本の豪族。飛鳥時代の官人。姓は連。

## 記録
「額田部」は応神天皇の皇子、額田大中彦皇子の名代とも、あるいは額田部皇女（推古天皇）の資養のために設置された「部」とも言われ、ほぼ全国に分布している。比羅夫の額田部連一族は、大和国平群郡額田郷（現在の大和郡山市）を拠点とする氏族であった。比羅夫は、以下の記述にもあるように、主として外交面で活躍している。
『日本書紀』巻第二十二によると、推古天皇16年（608年）
と記述されている。
『隋書』倭国条には、この時の出来事が以下のように記述されている。
文中の「大礼哥多毗」が「ぬかたべ」の「かたべ」ではないかと言われている。
上記の2つの記述から、比羅夫は「唐」（もろこし）の返礼使である裴世清の来朝にあたって、正式に国家を代表して歓迎したことが分かる。かくして古代日本は、その首府である飛鳥の地へ大国隋の正式な外交使節を迎えたのであった。
額田部比羅夫は、この2年後の10月にも、膳臣大伴（かしわで の おみ おおとも)と共に新羅・任那の使人を出迎えるべく「荘馬（かざりうま）の長（おさ）」を勤め、「阿斗の河辺の館（むろつみ）」に迎え入れている。この時の主導が蘇我馬子・蝦夷らであり、聖徳太子が参加していないところから、大陸関係の交渉は太子、半島関係の交渉は馬子という役割分担ができていたのではないか、と直木孝次郎は述べている。その指摘が正しければ、両者からの厚い信頼を受けていたことになる。
また、翌年の5月の菟田野の薬猟（くすりがり＝鹿の若角をとる猟）の際に、粟田細目（あわた の ほそめ）が前（さき）の部領（ことり＝指揮者）に、額田部比羅夫が後（しりえ）の部領に任命されている。
額田部連一族は、天武天皇13年（684年）に八色の姓が制定されたことにより、宿禰の姓を得ている